# Croácia nos Jogos Olímpicos de Verão de 2008
A Croácia participou dos Jogos Olímpicos de Verão de 2008, em Pequim, na China. O país estreou nos Jogos como nação independente em 1992 e esta foi sua 5ª participação.

## Medalhistas
| Atleta          | Esporte             | Evento                       | Medalha |
| --------------- | ------------------- | ---------------------------- | ------- |
| Filip Ude       | Ginástica artística | Cavalo com alças             | Prata   |
| Blanka Vlašić   | Atletismo           | Salto em altura feminino     | Prata   |
| Snježana Pejčić | Tiro                | Carabina de ar 10 m feminino | Bronze  |
| Sandra Šarić    | Taekwondo           | Até 67 kg feminino           | Bronze  |
| Martina Zubčić  | Taekwondo           | Até 57 kg feminino           | Bronze  |

## Desempenho

### Atletismo
Masculino
| Atleta             | Prova                | Elim.  | Elim. | 1/4 de final | 1/4 de final | Semifinal   | Semifinal   | Final       | Final       |
| Atleta             | Prova                | Tempo  | Pos.  | Tempo        | Pos.         | Tempo       | Pos.        | Tempo       | Pos.        |
| ------------------ | -------------------- | ------ | ----- | ------------ | ------------ | ----------- | ----------- | ----------- | ----------- |
| Jurica Grabušić    | 110 m com barreiras  | 14s18  | 39º   | Não avançou  | Não avançou  | Não avançou | Não avançou | Não avançou | Não avançou |
| Martin Marić       | Arremesso de disco   | 59,25m | 29º   |              |              |             |             | Não avançou | Não avançou |
| András Haklits     | Arremesso de martelo | 77,12m | 4º    |              |              |             |             | 76,58m      | 10º         |
| Nedžad Mulabegović | Arremesso de peso    | 19,35m | 29º   |              |              |             |             | Não avançou | Não avançou |

Feminino
| Atleta           | Prova                | Elim.   | Elim.   | 1/4 de final | 1/4 de final | Semifinal   | Semifinal   | Final       | Final            |
| Atleta           | Prova                | Tempo   | Pos.    | Tempo        | Pos.         | Tempo       | Pos.        | Tempo       | Pos.             |
| ---------------- | -------------------- | ------- | ------- | ------------ | ------------ | ----------- | ----------- | ----------- | ---------------- |
| Vanja Perišić    | 800 metros           | 2m06s82 | 35º DSQ |              |              | Não avançou | Não avançou | Não avançou | Não avançou      |
| Nikolina Horvat  | 400 m com barreiras  | 56s65   | 18º     |              |              | Não avançou | Não avançou | Não avançou | Não avançou      |
| Vera Begić       | Arremesso de disco   | 58,50 m | 22º     |              |              | Não avançou | Não avançou | Não avançou | Não avançou      |
| Ivana Brkljačić  | Arremesso de martelo | 68,38m  | 16º     |              |              |             |             | Não avançou | Não avançou      |
| Sanja Gavrilović | Arremesso de martelo | 60,55m  | 45º     |              |              |             |             | Não avançou | Não avançou      |
| Blanka Vlašić    | Salto em altura      | 1,93m   | 6º      |              |              |             |             | 2,05m       | Medalha de prata |

### Basquetebol
Masculino
| Equipe | Fase de grupos                                                                                      | Fase de grupos | Quartas de final       | Semifinal              | Final                  | Pos. |
| Equipe | Adversário e resultado                                                                              | Pos.           | Adversário e resultado | Adversário e resultado | Adversário e resultado | Pos. |
| --- | --------------------------------------------------------------------------------------------------- | -------------- | ---------------------- | ---------------------- | ---------------------- | ---- |
| Roko Ukić Davor Kus Marko Popović Marin Rozić Nikola Prkačin Marko Tomas Zoran Planinić Sandro Nicević Damjan Rudež Marko Banić Krešimir Lončar Stanko Barać | AUS Austrália V 97-82 RUS Rússia V 85-78 ARG Argentina D 55-73 LTU Lituânia D 73-86 IRI Irã V 97-57 | 3º (Gr. A)     | ESP Espanha D 59-72    | Não avançou            | Não avançou            | 6º   |

### Boxe
| Atleta                 | Evento           | Fase de 32                 | Fase de 16                   | Quartas                | Semifinais             | Final                  |
| Atleta                 | Evento           | Adversário e resultado     | Adversário e resultado       | Adversário e resultado | Adversário e resultado | Adversário e resultado |
| ---------------------- | ---------------- | -------------------------- | ---------------------------- | ---------------------- | ---------------------- | ---------------------- |
| Marijo Šivolija-Jelica | Peso meio-pesado | SAM S. Farani Tavui V RSCH | TJK D. Kurbanov D PTS 1:8    | Não avançou            | Não avançou            | Não avançou            |
| Marko Tomasović        | Peso superpesado |                            | ITA R. Cammarelle D PTS 1:13 | Não avançou            | Não avançou            | Não avançou            |

### Canoagem slalom
Masculino
| Atleta          | Evento | Preliminar | Preliminar | Preliminar | Preliminar | Preliminar | Preliminar | Semifinais  | Semifinais  | Final       | Final       | Total       | Posição     |
| Atleta          | Evento | Descida 1  | Posição    | Descida 2  | Posição    | Total      | Posição    | Tempo       | Posição     | Tempo       | Posição     | Total       | Posição     |
| --------------- | ------ | ---------- | ---------- | ---------- | ---------- | ---------- | ---------- | ----------- | ----------- | ----------- | ----------- | ----------- | ----------- |
| Emir Mujčinović | C-1    | 95s41      | 15º        | 93s90      | 15º        | 189s31     | 15º        | Não avançou | Não avançou | Não avançou | Não avançou | Não avançou | Não avançou |

### Canoagem de velocidade
Masculino
| Atleta        | Evento     | Preliminar | Preliminar | Semifinais | Semifinais | Final    | Final   |
| Atleta        | Evento     | Tempo      | Posição    | Tempo      | Posição    | Tempo    | Posição |
| ------------- | ---------- | ---------- | ---------- | ---------- | ---------- | -------- | ------- |
| Stjepan Janić | K-1 500 m  | 1m37s724   | 3º         | 1m41s689   | 1º         | 1m38s729 | 9º      |
| Stjepan Janić | K-1 1000 m | 3m31s369   | 2º         | 3m33s942   | 2º         | 3m30s495 | 7º      |

### Ciclismo de estrada
Masculino
| Atleta              | Evento             | Final               | Final         |
| Atleta              | Evento             | Tempo               | Posição       |
| ------------------- | ------------------ | ------------------- | ------------- |
| Radoslav Rogina     | Corrida em estrada | 6h26m17s (+2m38s)   | 25º           |
| Vladimir Miholjević | Corrida em estrada | Não completou       | Não completou |
| Matija Kvasina      | Corrida em estrada | 6h34m26s (+10 m37s) | 56º           |
| Matija Kvasina      | Contra o relógio   | 1h09m06s (+6m55s)   | 37º           |

### Ginástica artística
Masculino
| Atleta    | Evento           | Aparelho | Aparelho | Aparelho       | Aparelho | Aparelho       | Aparelho  | Qualificação | Qualificação | Final       | Final            |
| Atleta    | Evento           | Salto    | Solo     | Cav. com alças | Argolas  | Bar. paralelas | Bar. fixa | Total        | Pos.         | Total       | Pos.             |
| --------- | ---------------- | -------- | -------- | -------------- | -------- | -------------- | --------- | ------------ | ------------ | ----------- | ---------------- |
| Filip Ude | Individual geral |          | 14,775   | 15,475         |          |                |           | 30,250       | 87º          | Não avançou | Não avançou      |
| Filip Ude | Cavalo com alças |          |          |                |          |                |           | 15,475       | 3º           | 15,725      | Medalha de prata |

Feminino
| Atleta     | Evento           | Aparelho | Aparelho | Aparelho          | Aparelho | Qualificação | Qualificação | Final       | Final       |
| Atleta     | Evento           | Salto    | Solo     | Bar. assimétricas | Trave    | Total        | Pos.         | Total       | Pos.        |
| ---------- | ---------------- | -------- | -------- | ----------------- | -------- | ------------ | ------------ | ----------- | ----------- |
| Tina Erceg | Individual geral | 13,650   | 13,700   | 11,825            | 14,075   | 53,250       | 57º          | Não avançou | Não avançou |

### Handebol
Masculino
| Equipe | Fase de Grupos                                                                                  | Fase de Grupos | Quartas de final       | Semifinal              | Final                                   | Pos. |
| Equipe | Adversário e resultado                                                                          | Pos.           | Adversário e resultado | Adversário e resultado | Adversário e resultado                  | Pos. |
| --- | ----------------------------------------------------------------------------------------------- | -------------- | ---------------------- | ---------------------- | --------------------------------------- | ---- |
| Mirko Alilović Mirza Džomba Ljubo Vukić Igor Vori Ivano Balić Renato Sulić Drago Vuković Tonči Valčić Domagoj Duvnjak Petar Metličić Blaženko Lacković Venio Losert Goran Šprem Zlatko Horvat Davor Dominković | ESP Espanha V 31-29 BRA Brasil V 33-14 FRA França D 19-23 POL Polônia D 24-27 CHN China V 33-22 | 3º (Gr. A)     | DEN Dinamarca V 26-24  | FRA França D 23-25     | Disputa pelo bronze ESP Espanha D 29-35 | 4º   |

### Natação
Masculino
| Atleta(s)                                                | Evento          | Eliminatórias | Eliminatórias | Semifinal   | Semifinal   | Final       | Final       |
| Atleta(s)                                                | Evento          | Tempo         | Posição       | Tempo       | Posição     | Tempo       | Posição     |
| -------------------------------------------------------- | --------------- | ------------- | ------------- | ----------- | ----------- | ----------- | ----------- |
| Duje Draganja                                            | 50 m livre      | 22s05         | 12º           | 21s85 (NR)  | 10º         | Não avançou | Não avançou |
| Duje Draganja                                            | 100 m livre     | 49s49         | 34º           | Não avançou | Não avançou | Não avançou | Não avançou |
| Dominik Straga                                           | 200 m livre     | 1m49s63 (NR)  | 37º           | Não avançou | Não avançou | Não avançou | Não avançou |
| Marko Strahija                                           | 100 m costas    | 55s89         | 34º           | Não avançou | Não avançou | Não avançou | Não avançou |
| Gordan Kožulj                                            | 100 m costas    | 55s05         | 24º           | Não avançou | Não avançou | Não avançou | Não avançou |
| Gordan Kožulj                                            | 200 m costas    | 1m57s81       | 8º            | 1m59s22     | 14º         | Não avançou | Não avançou |
| Vanja Rogulj                                             | 100 m peito     | 1m02s42       | 42º           | Não avançou | Não avançou | Não avançou | Não avançou |
| Mario Todorović                                          | 100 m borboleta | 52s26 (NR)    | 20º           | Não avançou | Não avançou | Não avançou | Não avançou |
| Alexei Puninski                                          | 100 m borboleta | 53s65         | 47º           | Não avançou | Não avançou | Não avançou | Não avançou |
| Nikša Roki                                               | 200 m borboleta | 1m59s58 (NR)  | 31º           | Não avançou | Não avançou | Não avançou | Não avançou |
| Nikša Roki                                               | 400 m medley    | 4m22s44 (NR)  | 23º           |             |             | Não avançou | Não avançou |
| Saša Imprić                                              | 200 m medley    | 2m01s83       | 29º           | Não avançou | Não avançou | Não avançou | Não avançou |
| Gordan Kožulj Vanja Rogulj Mario Todorović Duje Draganja | 4x100 m medley  | 3m37s69       | 12º           |             |             | Não avançou | Não avançou |

Feminino
| Atleta(s)          | Evento       | Eliminatórias | Eliminatórias | Semifinal   | Semifinal   | Final       | Final       |
| Atleta(s)          | Evento       | Tempo         | Posição       | Tempo       | Posição     | Tempo       | Posição     |
| ------------------ | ------------ | ------------- | ------------- | ----------- | ----------- | ----------- | ----------- |
| Monika Babok       | 50 m livre   | 26s84         | 49º           | Não avançou | Não avançou | Não avançou | Não avançou |
| Anja Trišić        | 200 m livre  | 2m03s57       | 42º           | Não avançou | Não avançou | Não avançou | Não avançou |
| Sanja Jovanović    | 100 m costas | 1m01s30       | 22º           | Não avançou | Não avançou | Não avançou | Não avançou |
| Sanja Jovanović    | 200 m costas | 2m15s57       | 31º           | Não avançou | Não avançou | Não avançou | Não avançou |
| Smiljana Marinović | 100 m peito  | 1m10s94       | 33º           | Não avançou | Não avançou | Não avançou | Não avançou |
| Smiljana Marinović | 200 m peito  | 2m32s80       | 34º           | Não avançou | Não avançou | Não avançou | Não avançou |

### Polo aquático
Masculino
| Equipe | Fase de Grupos                                                                                    | Fase de Grupos | Quartas-de-final       | Disputa do 5º ao 12º lugares           | Semifinal              | Final                  | Pos. |
| Equipe | Adversário e resultado                                                                            | Pos.           | Adversário e resultado | Adversário e resultado                 | Adversário e resultado | Adversário e resultado | Pos. |
| --- | ------------------------------------------------------------------------------------------------- | -------------- | ---------------------- | -------------------------------------- | ---------------------- | ---------------------- | ---- |
| Frano Vićan Josip Pavić Damir Burić Andro Bušlje Zdeslav Vrdoljak Aljoša Kunac Maro Joković Mile Smodlaka Teo Đogaš Pavo Marković Samir Barač Igor Hinić Miho Bošković | ITA Itália V 11-7 SRB Sérvia V 11-8 GER Alemanha V 13-5 USA Estados Unidos D 5-7 CHN China V 16-4 | 2º (Gr. B)     | MNE Montenegro D 6-7   | Decisão do 5º lugar ESP Espanha D 9-11 | Não avançou            | Não avançou            | 6º   |

### Remo
Masculino
| Siniša Skelin Nikša Skelin | Dois sem    | 7m16s35 | 4º R     | 6m38s30 | 2º S A/B |  |  | 7m14s50 | 6º FB | 7m11s19    | 6º (12º)   |            |            |
| Ante Kušurin Mario Vekić   | Skiff duplo | 6m27s38 | 2º S A/B |         |          |  |  | 6m24s89 | 4º FB | Não largou | Não largou | Não largou | Não largou |

### Taekwondo
Feminino
| Atleta         | Evento | Preliminares            | Quartas                | Semifinais             | Repescagem              | Final                                   | Posição           |
| Atleta         | Evento | Adversário e resultado  | Adversário e resultado | Adversário e resultado | Adversário e resultado  | Adversário e resultado                  | Posição           |
| -------------- | ------ | ----------------------- | ---------------------- | ---------------------- | ----------------------- | --------------------------------------- | ----------------- |
| Martina Zubčić | -57kg  | ISR B-E. Gatterer V 4-3 | BRA D. Nunes V 3-2     | TUR A. Tanrıkulu D 3-5 |                         | Disputa pelo bronze TPE Su L-W. V 5-4   | Medalha de bronze |
| Sandra Šarić   | -67kg  | PHI M. Rivero V 4-1     | KOR Hwang K-S. D 1-3   |                        | UAE S. Al-Maktoum V 4-0 | Disputa pelo bronze PUR A. Ocasio V 5-1 | Medalha de bronze |

### Tênis
Masculino
| Atleta      | Evento  | Fase de 64                    | Fase de 32                 | Fase de 16             | Quartas                | Semifinais             | Final                  | Final       |
| Atleta      | Evento  | Adversário e resultado        | Adversário e resultado     | Adversário e resultado | Adversário e resultado | Adversário e resultado | Adversário e resultado | Posição     |
| ----------- | ------- | ----------------------------- | -------------------------- | ---------------------- | ---------------------- | ---------------------- | ---------------------- | ----------- |
| Marin Čilić | Simples | ARG J. Monaco V 6-4, 6-7, 6-3 | CHI F. González D 4-6, 2-6 | Não avançou            | Não avançou            | Não avançou            | Não avançou            | Não avançou |

### Tênis de mesa
Masculino
| Atleta(s)      | Evento     | Preliminar             | 1ª etapa               | 2ª etapa                                                  | 3ª etapa                                                  | 4ª etapa                                               | Quartas                                              | Semifinais             | Final                  | Posição     |
| Atleta(s)      | Evento     | Adversário e resultado | Adversário e resultado | Adversário e resultado                                    | Adversário e resultado                                    | Adversário e resultado                                 | Adversário e resultado                               | Adversário e resultado | Adversário e resultado | Posição     |
| -------------- | ---------- | ---------------------- | ---------------------- | --------------------------------------------------------- | --------------------------------------------------------- | ------------------------------------------------------ | ---------------------------------------------------- | ---------------------- | ---------------------- | ----------- |
| Tan Ruiwu      | Individual |                        |                        | JPN S. Kishikawa V 4-1 (7-11, 11-9, 11-4, 11-4, 11-3)     | SIN Gao N. V 4-0 (11-6, 14-12, 11-4, 11-7)                | HKG Li C. V 4-2 (9-11, 11-6, 10-12, 11-8, 13-11, 11-5) | CHN Wang L. D 0-4 (7-11, 5-11, 8-11, 8-11)           | Não avançou            | Não avançou            | Não avançou |
| Zoran Primorac | Individual |                        |                        | AUT R. Gardos V 4-2 (12-10, 11-8, 6-11, 11-5, 5-11, 11-9) | DEN M. Maze V 4-2 (11-8, 9-11, 12-10, 10-12, 11-7, 13-11) | SIN Yang Z. V 4-2 (11-7, 11-7, 4-11, 8-11, 11-7, 11-6) | SWE J. Persson D 1-4 (11-7, 6-11, 8-11, 12-14, 9-11) | Não avançou            | Não avançou            | Não avançou |

| Atletas                                             | Evento  | Fase de grupos         | Fase de grupos | Semifinal              | Repescagem 1ª rodada   | Repescagem 2ª rodada   | Final                  | Posição     |
| Atletas                                             | Evento  | Adversário e resultado | Pos.           | Adversário e resultado | Adversário e resultado | Adversário e resultado | Adversário e resultado | Posição     |
| --------------------------------------------------- | ------- | ---------------------- | -------------- | ---------------------- | ---------------------- | ---------------------- | ---------------------- | ----------- |
| Tan Ruiwu Andrej Gaćina Zoran Primorac Ronald Ređep | Equipes | GER Alemanha D 0-3     | 2º (Grupo B)   |                        | AUT Áustria D 1-3      | Não avançou            | Não avançou            | Não avançou |
| Tan Ruiwu Andrej Gaćina Zoran Primorac Ronald Ređep | Equipes | SIN Singapura V 3-1    | 2º (Grupo B)   |                        | AUT Áustria D 1-3      | Não avançou            | Não avançou            | Não avançou |
| Tan Ruiwu Andrej Gaćina Zoran Primorac Ronald Ređep | Equipes | CAN Canadá V 3-0       | 2º (Grupo B)   |                        | AUT Áustria D 1-3      | Não avançou            | Não avançou            | Não avançou |

Feminino
| Atleta(s)     | Evento     | Preliminar                                   | 1ª etapa                                                             | 2ª etapa                                                | 3ª etapa                                       | 4ª etapa               | Quartas                | Semifinais             | Final                  | Posição     |
| Atleta(s)     | Evento     | Adversário e resultado                       | Adversário e resultado                                               | Adversário e resultado                                  | Adversário e resultado                         | Adversário e resultado | Adversário e resultado | Adversário e resultado | Adversário e resultado | Posição     |
| ------------- | ---------- | -------------------------------------------- | -------------------------------------------------------------------- | ------------------------------------------------------- | ---------------------------------------------- | ---------------------- | ---------------------- | ---------------------- | ---------------------- | ----------- |
| Andrea Bakula | Individual | MEX Y. Silva V 4-0 (12-10, 11-8, 11-2, 11-8) | TPE Huang I-H. D 1-4 (9-11, 6-11, 7-11, 11-9, 9-11)                  | Não avançou                                             | Não avançou                                    | Não avançou            | Não avançou            | Não avançou            | Não avançou            | Não avançou |
| Sandra Paović | Individual |                                              | AUS L. Jian Fang V 4-3 (5-11, 11-9, 12-10, 10-12, 12-14, 11-4, 11-9) | ESP Shen Y. D 2-4 (8-11, 11-7, 9-11, 11-6, 11-13, 9-11) | Não avançou                                    | Não avançou            | Não avançou            | Não avançou            | Não avançou            | Não avançou |
| Tamara Boroš  | Individual |                                              |                                                                      | ITA N. Stefanova V 4-1 (11-4, 11-6, 11-6, 8-11, 11-8)   | SIN Li J. D 1-4 (8-11, 7-11, 11-7, 6-11, 5-11) | Não avançou            | Não avançou            | Não avançou            | Não avançou            | Não avançou |

| Atletas                                                 | Evento  | Fase de grupos                 | Fase de grupos | Semifinal              | Repescagem 1ª rodada   | Repescagem 2ª rodada   | Final                  | Posição     |
| Atletas                                                 | Evento  | Adversário e resultado         | Pos.           | Adversário e resultado | Adversário e resultado | Adversário e resultado | Adversário e resultado | Posição     |
| ------------------------------------------------------- | ------- | ------------------------------ | -------------- | ---------------------- | ---------------------- | ---------------------- | ---------------------- | ----------- |
| Tamara Boroš Sandra Paović Andrea Bakula Cornelia Vaida | Equipes | CHN China D 0-3                | 3º (Grupo A)   | Não avançou            | Não avançou            | Não avançou            | Não avançou            | Não avançou |
| Tamara Boroš Sandra Paović Andrea Bakula Cornelia Vaida | Equipes | AUT Áustria D 0-3              | 3º (Grupo A)   | Não avançou            | Não avançou            | Não avançou            | Não avançou            | Não avançou |
| Tamara Boroš Sandra Paović Andrea Bakula Cornelia Vaida | Equipes | DOM República Dominicana V 3-1 | 3º (Grupo A)   | Não avançou            | Não avançou            | Não avançou            | Não avançou            | Não avançou |

### Tiro
Masculino
| Atleta          | Evento                 | Qualificação | Qualificação | Final       | Final       | Posição |
| Atleta          | Evento                 | Placar       | Posição      | Placar      | Total       | Posição |
| --------------- | ---------------------- | ------------ | ------------ | ----------- | ----------- | ------- |
| Petar Gorša     | Carabina de ar 10 m    | 588          | 37º          | Não avançou | Não avançou | 37º     |
| Petar Gorša     | Carabina deitado 50 m  | 583          | 49º          | Não avançou | Não avançou | 49º     |
| Petar Gorša     | Carabina três posições | 1148         | 44º          | Não avançou | Não avançou | 44º     |
| Josip Glasnović | Fossa olímpica         | 119          | 6º           | 21          | 140+2       | 5º      |

Feminino
| Atleta                 | Evento                 | Qualificação | Qualificação | Final       | Final       | Posição           |
| Atleta                 | Evento                 | Placar       | Posição      | Placar      | Total       | Posição           |
| ---------------------- | ---------------------- | ------------ | ------------ | ----------- | ----------- | ----------------- |
| Snježana Pejčić        | Carabina de ar 10 m    | 399          | 3º           | 101,9       | 500,9       | Medalha de bronze |
| Snježana Pejčić        | Carabina três posições | 576          | 26º          | Não avançou | Não avançou | 26º               |
| Suzana Cimbal Špirelja | Carabina de ar 10 m    | 393          | 30º          | Não avançou | Não avançou | 30º               |
| Suzana Cimbal Špirelja | Carabina três posições | 580          | 12º          | Não avançou | Não avançou | 12º               |

### Vela
Masculino
| Atleta                          | Evento | Regata | Regata | Regata | Regata | Regata | Regata | Regata | Regata | Regata | Regata | Regata  | Pontos | Posição |
| Atleta                          | Evento | 1      | 2      | 3      | 4      | 5      | 6      | 7      | 8      | 9      | 10     | M       | Pontos | Posição |
| ------------------------------- | ------ | ------ | ------ | ------ | ------ | ------ | ------ | ------ | ------ | ------ | ------ | ------- | ------ | ------- |
| Luka Mratović                   | RS:X   | 29     | 32     | 34     | 33     | 34     | 34     | 20     | 22     | 32     | 29     | Não av. | 265    | 32º     |
| Luka Radelić                    | Laser  | 26     | 15     | 7      | 21     | 1      | 21     | 3      | 16     | 17     |        | Não av. | 101    | 12º     |
| Šime Fantela Igor Marenić       | 470    | 18     | 6      | 9      | OCS    | 12     | 17     | 6      | 7      | 15     | 1      | 16      | 107    | 9º      |
| Marin Lovrović Siniša Mikuličić | Star   | 15     | 5      | 14     | 13     | 4      | 14     | 4      | 14     | 15     | 15     | Não av. | 98     | 15º     |

Feminino
| Atleta              | Evento       | Regata | Regata | Regata | Regata | Regata | Regata | Regata | Regata | Regata | Regata | Regata  | Pontos | Posição |
| Atleta              | Evento       | 1      | 2      | 3      | 4      | 5      | 6      | 7      | 8      | 9      | 10     | M       | Pontos | Posição |
| ------------------- | ------------ | ------ | ------ | ------ | ------ | ------ | ------ | ------ | ------ | ------ | ------ | ------- | ------ | ------- |
| Mateja Petronijević | Laser Radial | 8      | 9      | 5      | 4      | 19     | 19     | 13     | 21     | 22     |        | Não av. | 98     | 11º     |

Aberto
| Atleta                   | Evento | Regata | Regata | Regata | Regata | Regata | Regata | Regata | Regata | Regata | Regata | Regata | Regata | Regata  | Pontos | Posição |
| Atleta                   | Evento | 1      | 2      | 3      | 4      | 5      | 6      | 7      | 8      | 9      | 10     | 11     | 12     | M       | Pontos | Posição |
| ------------------------ | ------ | ------ | ------ | ------ | ------ | ------ | ------ | ------ | ------ | ------ | ------ | ------ | ------ | ------- | ------ | ------- |
| Ivan Kljaković-Gašpić    | Finn   | 7      | 10     | 10     | 8      | 16     | 9      | 1      | 13     |        |        |        |        | 18      | 76     | 8º      |
| Petar Cupać Pavle Kostov | 49er   | 14     | 16     | 16     | 18     | OCS    | 11     | 9      | 19     | 18     | 10     | 17     | 10     | Não av. | 158    | 17º     |

### Remo
| S | Classificado(a) para as semifinais |    |                        | FA | Final A (disputa de medalhas) |  |  | FD | Final D (sem medalhas) |
| Q | Classificado(a) para as quartas    | FB | Final B (sem medalhas) | FE | Final E (sem medalhas)        |  |  |    |                        |
| R | Classificado(a) para a repescagem  | FC | Final C (sem medalhas) | FF | Final F (sem medalhas)        |  |  |    |                        |

### Vela
| M   | Regata da Medalha da qual só participam os dez primeiros colocados das regatas anteriores  |  |  | CAN | Regata cancelada |
| BFD | Desclassificado por bandeira preta (Black Flag Disqualified)                               |  |  |     |                  |
| UFD | Desclassificado por bandeira "U" (U Flag Disqualified)                                     |  |  |     |                  |
| OCS | Largada queimada (On the Course Side of the starting line)                                 |  |  |     |                  |
| DNE | Desclassificação sem eliminação (infração a um item do regulamento da prova – Did Not End) |  |  |     |                  |